# 행정직공무원
행정직공무원은 국가 또는 지방 공공단체의 행정을 담당하는 공무원이다. 행정직공무원은 5급 공개경쟁채용시험 또는 7•9급 공무원공채 시험으로 인용된다. 주로 5급공무원 이상을 행정관으로 부른다.

## 같이 보기
- 행정

## 공무원 보수
정부는 지난 '24년 8월 27일 국무회의에서 2025년도 공무원 보수를 3.0% 인상하는 안을 확정했다. 이는 2017년 3.5% 이후 가장 큰 인상 폭이다.2025 공무원 봉급표